# Christopher Carilli
Christopher Luke „Chris“ Carilli  (* 1960) ist ein US-amerikanischer Radioastronom.
Carilli studierte Physik und Astronomie an der University of Pennsylvania mit dem Bachelor-Abschluss an der University of Chicago (1983/84) und am Massachusetts Institute of Technology, an dem er 1989 promoviert wurde. Als Post-Doktorand war er am Harvard-Smithsonian Center for Astrophysics, am National Radio Astronomy Observatory (NRAO) in Soccoro und am Leiden Observatorium. Ab 1996 war er Astronom am NRAO in Soccoro, ab 2008 als Chefwissenschaftler und 2006 bis 2008 Direktor des North American ALMA Science Center in Soccoro. In Teilzeit ist er auch seit 2013 John Baldwin Director of Research bei Cavendish Astrophysics der Universität Cambridge.
1999 war er mit einem Humboldt-Forschungspreis am Max-Planck-Institut für Radioastronomie in Bonn. 2005 erhielt er einen Max-Planck-Forschungspreis, wobei er als einer der weltweit führenden Experten im Bereich der Radioastronomie und für maßgebliche Beteiligung an der Entwicklung neuer Radio-Teleskope gewürdigt wurde.
Er erforscht die Bildung der ersten Sterne aus interstellarem Gas und von Galaxien im Universum.

## Schriften (Auswahl)
- mit F. Walter: Cool gas in high redshift galaxies, Annual Review of Astronomy and Astrophysics, Band 51, 2013, S. 105
- mit X. Fan, B. Keating: Observational constraints on cosmic reionization, Annual Review of Astronomy and Astrophysics, Band 44, 2006, S. 415
- mit G. B. Taylor: Cluster magnetic fields, Annual Review of Astronomy and Astrophysics, Band 40, 2002, S. 319
- mit P. D. Barthel: Cygnus A, Astronomy and Astrophysics Reviews, Band 7, 1996, S. 1